# Фэйчэн
Фэйчэ́н (кит. упр. 肥城, пиньинь Féichéng) — городской уезд городского округа Тайань провинции Шаньдун (КНР). Название означает «город Фэй», и происходит от названия царства, существовавшего в этих местах в древние времена.

## История
В эпоху Западного Чжоу в этих местах располагалось царство Фэйцзы (肥子国).
Впервые уезд Фэйчэн (肥城县) был создан при империи Западная Хань в 206 году до н. э. При империи Восточная Хань в 88 году уезд был расформирован.
При империи Северная Вэй в 527 году уезд с названием Фэйчэн был создан вновь. В конце империи Суй он также был расформирован.
При империи Тан в 622 году уезд Фэйчэн был создан опять, но уже в 627 году был присоединён к уезду Бочэн.
Снова уезд Фэйчэн возник при монгольском правлении в 1275 году.
В 1950 году в составе провинции Шаньдун был создан Специальный район Тайань (泰安专区), и уезд Фэйчэн вошёл в его состав. В декабре 1958 года специальный район Тайань был расформирован, и уезд перешёл в состав Специального района Ляочэн (聊城专区), а в 1959 году был передан под юрисдикцию Цзинаня.
В 1961 году Специальный район Тайань был воссоздан, и уезд Фэйчэн вернулся в его состав. В 1967 году Специальный район Тайань был переименован в Округ Тайань (泰安地区). В мае 1985 года постановлением Госсовета КНР округ Тайань был преобразован в городской округ.
В августе 1992 году уезд Фэйчэн был преобразован в городской уезд.

## Административное деление
Городской уезд делится на 3 уличных комитета и 11 посёлков.

## Экономика
В Фэйчэне базируется угольная компания Feicheng Mining Group.